# Eublemma foedosana
Eublemma foedosana là một loài bướm đêm trong họ Erebidae.